# Galerudolphia
Galerudolphia es un género de escarabajos de la familia Chrysomelidae.
El género fue descrito científicamente por primera vez en 1949 por Hincks.

## Especies
El género incluye las siguientes especies:
- Galerudolphia angolae Bolz & Wagner, 2005
- Galerudolphia epipleuralis (Jacoby, 1907)
- Galerudolphia frontalis (Laboissiere, 1919)
- Galerudolphia gertiae Bolz & Wagner, 2005
- Galerudolphia marginata (Jacoby, 1907)
- Galerudolphia martini Bolz & Wagner, 2005
- Galerudolphia menor (Weise, 1902)
- Galerudolphia namibiae Bolz & Wagner, 2005
- Galerudolphia nigroapicalis Bolz & Wagner, 2005
- Galerudolphia pallida (Jacoby, 1899)
- Galerudolphia peterhelmuti Bolz & Wagner, 2005
- Galerudolphia ruwenzorica Bolz & Wagner, 2005
- Galerudolphia stephani Bolz & Wagner, 2005
- Galerudolphia viridis Bolz & Wagner, 2005